# R404A
El R404A es un refrigerante comercializado desde 1994. Este fluido es una mezcla zeótropa de HFC-125, HFC-143a y HFC-134a. 
Se destina a las instalaciones nuevas, reemplazando al R502 cuya fabricación cesó en 1995. Es también un serio candidato para reemplazar al R22.

## Aplicaciones
El R404A es gas incoloro y comúnmente utilizado en las instalaciones de refrigeración a compresión simple, de congelación y otras aplicaciones a temperatura de evaporación comprendidas entre -45 °C y +10 °C
Sus aplicaciones son:
- Refrigeración en baja temperatura ( sustituyendo al r502 )
- Refrigeración de media temperatura ( Alternativa viable al R22 )
- Refrigeración de alta temperatura ( hasta 7 Cº de te Temp de evaporación)
- Refrigeración de muy baja temperatura (hasta -60 Cº), usando doble etapa

Sus prestaciones termodinámicas están cercanas a las del R502. Para la lubrificación del compresor, los fabricantes recomiendan el uso de aceite P.O.E.(poliol-éster) 
La búsqueda de fugas puede hacerse con un espumómetro, un detector electrónico o una lámpara UV especializada. Los complementos de carga deben realizarse en fase líquida

## Aceites
EL R-404A debe usarse con aceites poliéster POE. Los aceites de tipo mineral no se mezclan con el R404A, con lo que dichos aceites quedarían "atascados" en las partes frías del circuito frigorífico, dejando al compresor sin aceite, provocando una más que segura avería en dicho elemento.

## Filtros
Los filtros adecuados son de tipo tamiz molecular de 3A (clase XH9)
- Datos: Q3415002
- Multimedia: R-404A / Q3415002